# Couloisy
Couloisy település Franciaországban, Oise megyében. Lakosainak száma 592 fő (2022. január 1.). Couloisy Attichy, Berneuil-sur-Aisne, Croutoy, Cuise-la-Motte és Jaulzy községekkel határos.

## Népesség
A település népességének változása:
| Lakosok száma | 505  | 515  | 543  | 541  | 568  | 576  | 592  | 592  | 592  |
|               | 2013 | 2015 | 2016 | 2017 | 2018 | 2019 | 2020 | 2021 | 2022 |